# C/1943 W1 van Gent-Peltier-Daimaca
La cometa van Gent-Peltier-Daimaca, formalmente C/1943 W1 van Gent-Peltier-Daimaca, è una cometa non periodica dalla scoperta alquanto intricata: è stata osservata per la prima volta il 27 novembre 1943 dall'astronomo olandese Hendrik van Gent dal Sudafrica, la diffusione della notizia della scoperta, a causa della Seconda guerra mondiale allora in corso, ha richiesto più tempo dell'usuale cosicché vari altri osservatori ebbere il tempo di fare scoperte indipendenti, il 16 dicembre il romeno Victor Daimaca, il 17 dicembre lo statunitense Leslie Copus Peltier, il 19 dicembre il britannico Geoffrey Francis Kellaway, il 24 dicembre lo svizzero Paul Finsler: come stabilito dall'Unione Astronomica Internazionale la cometa prese il nome dei primi tre scopritori.

## Sciame meteorico
La piccola MOID tra le orbite della cometa e della Terra ha fatto pensare fin dal 1948 a vari astronomi che la cometa potesse essere all'origine di uno sciame meteorico ed in effetti andando a cercare nelle osservazioni passate questo sciame ipotetico fu identificato nelle Alfa Monocerontidi. Studi condotti su osservazioni più recenti sembrano tuttavia escludere che la cometa sia il corpo progenitore di questo sciame.